# Kaponigtal
Das Kaponigtal ist ein Tal in der Gemeinde Obervellach in Kärnten und liegt als eines der Seitentäler im oberen Mölltal in der Reißeckgruppe. Es wird von mehreren Gipfeln dieser Gebirgsgruppe umrahmt: Pfaffenberger Nocken (2773 m), Tristenspitz (2930 m), Kesseleck (2759 m), Groneck (2691 m) und Kleine Gößspitze - Ebeneck 2858 m  und dem Zagutnig (2731 m). 
In der Talsohle fließt der Kaponigbach, ein Nebenfluss der Möll. Das Einzugsgebiet umfasst 22,2 Quadratkilometer.
Das Kaponigtal ist seit 2005 Teil des Nationalparks Hohe Tauern.
Die Gehöfte der Bergbauern liegen auf einer Höhe von rund 1300 m ü. A.

## Geschichte
Im Zuge der Kleinen Eiszeit kam es um 1600 zur Ausdehnung der Gletscher.

## Tourismus
Das Kaponigtal bietet Wandermöglichkeiten mitten durch Almgebiet mit Einkehrmöglichkeiten in den bewirtschafteten Hütten.  Die Vogelwelt entspricht der subalpinen Höhenstufe. Man kann Birkenzeisig, Heckenbraunelle, Weidenmeise, Zaunkönig, Buchfink, Tannenhäher, Birkhuhn, Gebirgsstelze und Turmfalken beobachten.
Auch Murmeltiere, Füchse, Gämsen und Hirsche haben hier ihren Lebensraum.

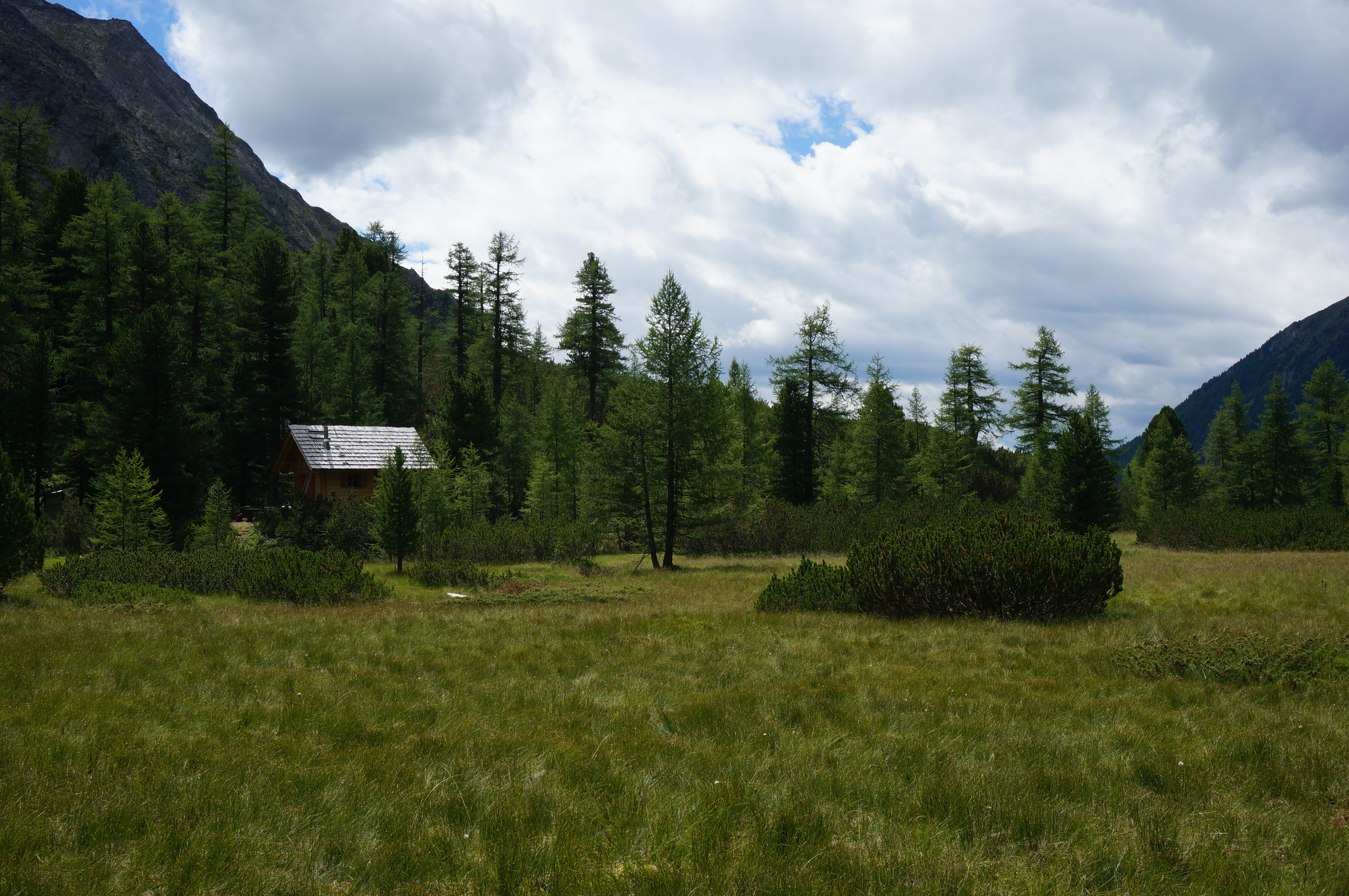
Moosboden, Kaponigtal

Eine Wanderung vom Nationalpark-Parkplatz führt entlang der Forststraße über den Kaponigbach und danach auf der Straße weiter taleinwärts zum Moosboden auf 1949 m ü. A. einem von steilen Felsen umgebenen Moor, das wahrscheinlich durch die Verlandung eines Sees entstanden ist.
Es befindet sich nahe der Waldgrenze im Schutzgebiet des Nationalpark Hohe Tauern.
Der Wanderweg führt entlang von Gebirgsbächen und an vielen Felsstürzen vorbei, die von Seitengräben bis in den Talboden reichen. Ein schütterer Lärchen-Zirbenwald prägt den Talschluss des Kaponigtales.
Wer höher hinaus will, kann die Tour bis zum Seeschartel fortsetzen und gelangt mit einer Überschreitung in das benachbarte Dösental.